# Jurij Nikolaevič Tynjanov
Jurij Nikolaevič Tynjanov (in russo Ю́рий Никола́евич Тыня́нов?; Rēzekne, 18 ottobre 1894 – Mosca, 20 dicembre 1943) è stato uno scrittore, filologo, critico letterario, traduttore e sceneggiatore sovietico.

## Biografia

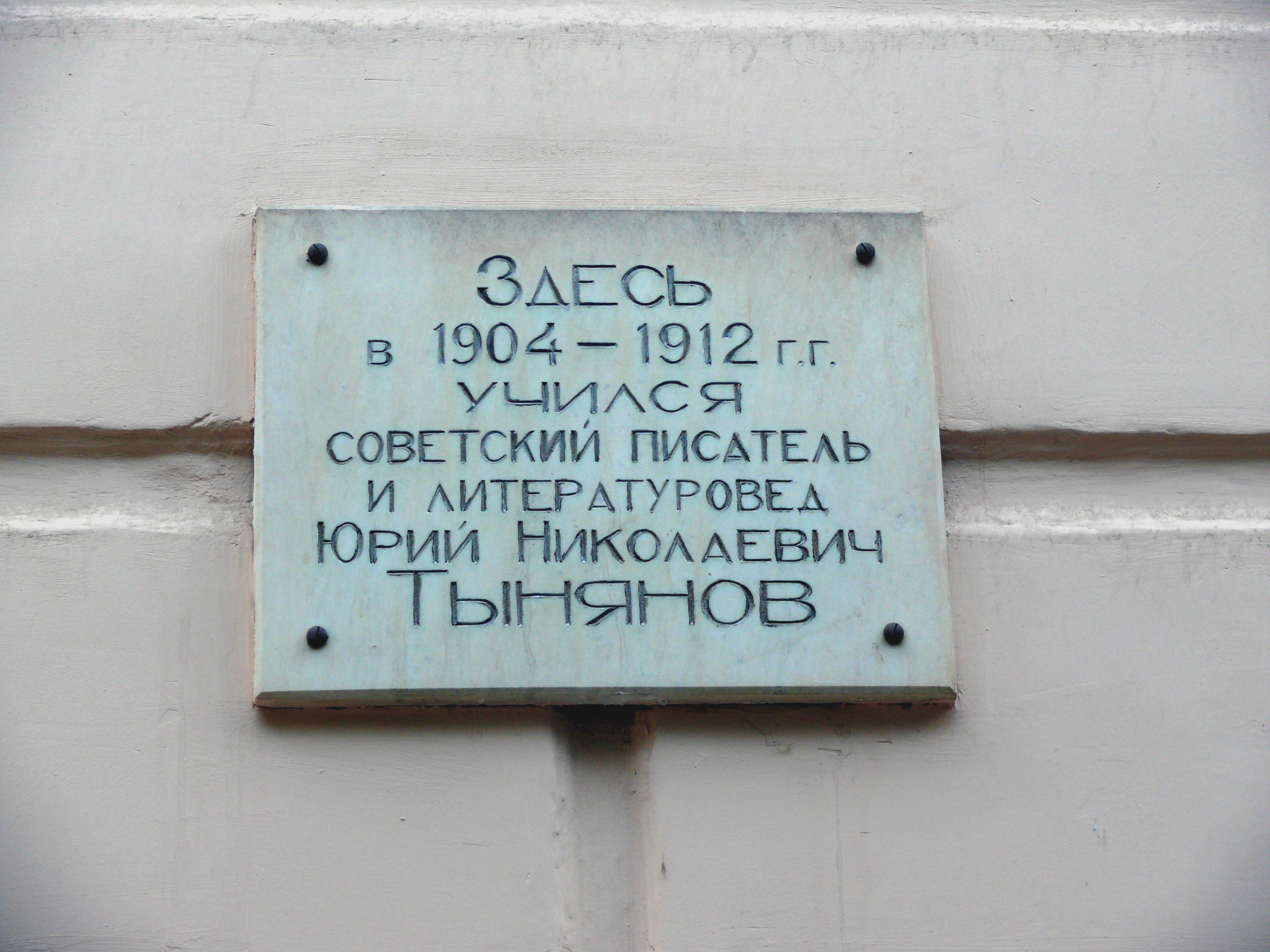
Targa commemorativa sulla facciata del Ginnasio maschile di Pskov

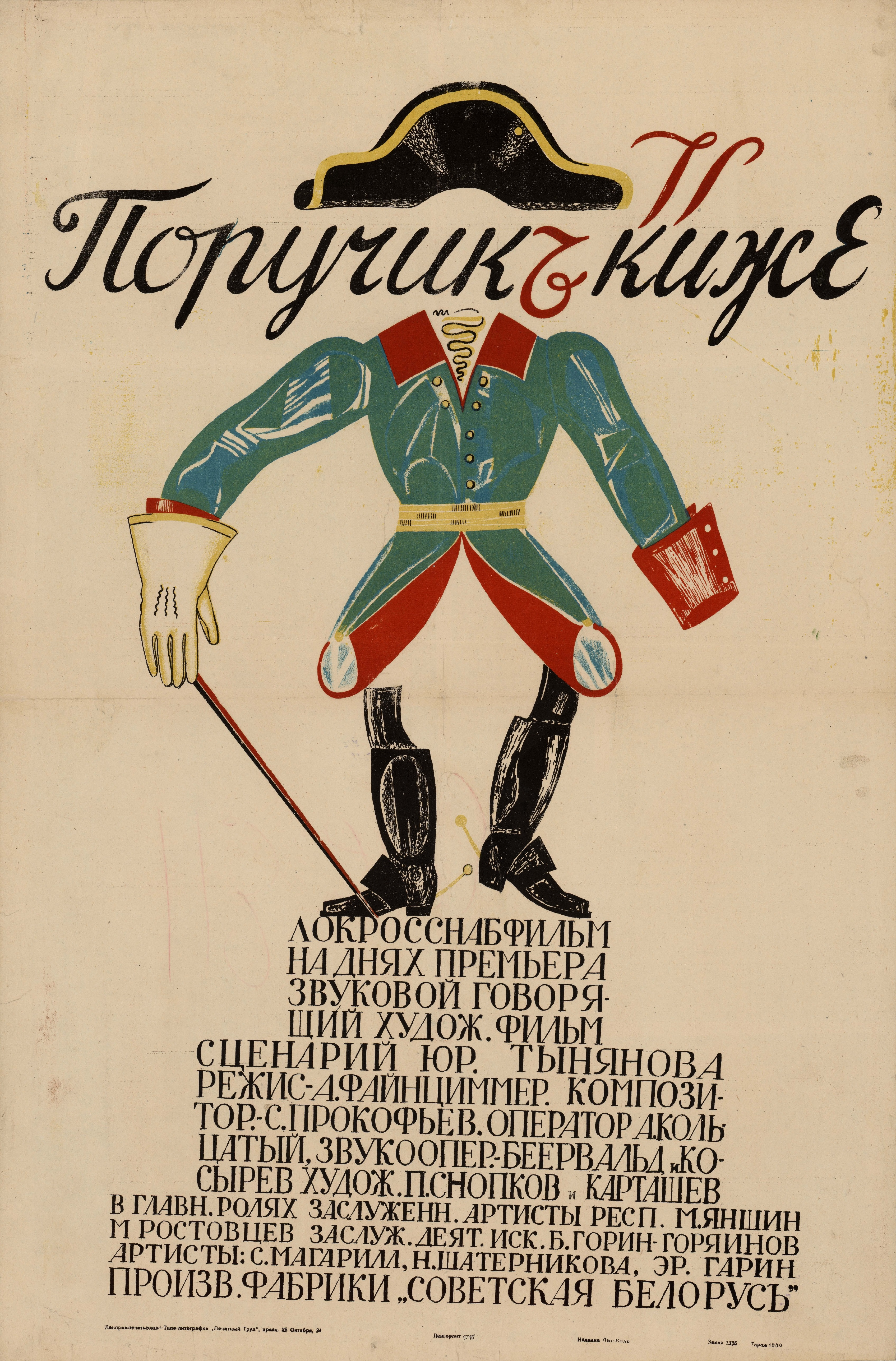
Locandina del film Il tenente Kiže

### Giovinezza e primi contatti con il formalismo
Jurij Tynjanov nacque a Režic, nel governatorato di Vitebsk, in una famiglia della borghesia israelita (suo padre era un medico). All'epoca della nascita la regione natale era parte dell'impero russo, mentre attualmente la città di Režic appartiene alla Lettonia orientale col nome di Rēzekne, e Vitebsk, col nome di Viciebsk, è in Bielorussia. Frequentò con profitto le scuole medie superiori a Pskov, dove ebbe fra i compagni di classe Lev Aleksandrovič Zil’ber, che diventerà un importante microbiologo, fratello a sua volta del letterato Veniamin Kaverin e di Elena Aleksandrovna Zil’bera, che diventerà moglie di Jurij Tynjanov. Nel 1912 si iscrisse alla facoltà di filologia classica dell'Università statale di San Pietroburgo dove fu allievo del linguista Baudouin de Courtenay, frequentò i seminari su Puškin tenuti da Vengerov dove apprese in particolare lo studio dei documenti e l'analisi dei testi e approfondì quindi i suoi interessi storico-letterari. Durante il periodo universitario frequentò circoli culturali letterari dove ebbe modo di conoscere, fra gli altri, Šklovskij ed Ėjchenbaum. A proposito del giovane Tynjanov, Šklovskij racconterà a Serena Vitale :
(Viktor Šklovskij Testimone di un'epoca: conversazioni con Serena Vitale, Roma, Editori riuniti, 1979, pp. 43-44)
Verso il 1916, con Šklovskij e Ėjchenbaum, Jurij Tynjanov fu tra i fondatori e i principali animatori dell'OPOÂZ (Società per lo studio del linguaggio poetico) che, insieme al Circolo linguistico di Mosca di Roman Jakobson, fu il centro del formalismo russo (attivo tra il 1916 e il 1925). Più tardi, nel febbraio 1921, frequenterà il gruppo I fratelli di Serapione.
Dopo la laurea (1919), dal 1918 al 1921 Tynjanov lavorò al Comintern come traduttore dal francese, dal 1921 al 1930 insegnò Storia della poesia russa nell'Istituto di storia delle arti di Leningrado, nella Sezione Arti Verbali diretta da Žirmunskij. Risalgono a questo periodo alcuni importanti saggi letterari. Si appassionò in particolare allo studio di personaggi letterari poco conosciuti o mal conosciuti, vissuti soprattutto all'epoca di Puškin, ad esempio Aleksandr Griboedov e Wilhelm Küchelbecker, fissando la sua attenzione soprattutto su eventi «apparentemente secondari ma capaci di illuminare con particolari più vivi e concreti un personaggio, una situazione». In ambito teorico, studiò la parodia e si interessò dei rapporti tra innovazione e tradizione. Nel 1928 curò l'edizione delle opere di Velimir Chlebnikov. Commenterà tuttavia Šklovskij nei primi anni sessanta: «I lavori teorici di Jurij Tynjanov per quasi trent'anni non sono stati pubblicati e vengono fuori solo adesso; prima non furono né riconosciuti né discussi.». 

### Produzione letteraria
Dal 1925 iniziò anche la sua attività nella narrativa, che divenne espressione del suo interesse per la storia (oltre che per la letteratura). Nel 1925, grazie all'appoggio di Čukovskij, pubblicò il romanzo Kjuchlja, sulla vita di Küchelbecker, decabrista e amico di Puškin. Nel 1929 pubblicò La morte del Vazir-Muchtar, sull'ultimo anno di vita e sulla fine del drammaturgo Griboedov, ambasciatore russo a Teheran nel 1825. Più tardi Tynjanov scrisse tre racconti lunghi ("Il sottotenente Kiže" nel 1928, "Persona di cera" nel 1931 e "Il giovane Vitušišnikov" nel 1933), tutti basati su un ampio studio dei documenti storici, ma nei quali «prevalgono la satira, il grottesco, la parodia, la fantasia e l'umorismo». Dal 1927 al 1934 Tynjanov effettuò anche la traduzione dell'opera poetica di Heinrich Heine, sul quale scrisse anche un saggio in rapporto con Tjutčev. Tynjanov prese parte alla collana «La biblioteca dei poeti», diretta da Gorkij e nel 1931 gli successe nella direzione. L'opera a cui dedicherà maggiore attenzione fu il romanzo storico Puškin: i primi due volumi, dedicati all'infanzia e all'adolescenza del poeta nella Russia dei primi anni del XIX secolo, furono pubblicati nel 1936, il terzo volume nel 1939 e altri frammenti uscirono postumi. Il romanzo rimase incompiuto a causa della malattia invalidante che lo portò alla morte.
Secondo il giudizio di Ettore Lo Gatto, «il mondo intellettuale sociale e politico degli anni di formazione del poeta è descritto con così perfetta adesione alla realtà storica da far pensare più alle memorie di un contemporaneo che alla fantasia di un romanziere, il quale [...] ha saputo aggiungere un calore rievocativo che fa del suo libro uno dei capolavori del genere».

### Impegno nel cinema
Sempre intorno al 1925, Tynjanov iniziò a lavorare anche nel cinema, dapprima come consulente presso gli studi della Leningradkino, poi come sceneggiatore. All'inizio, il suo interesse per il cinema fu teorico. In un articolo del 1927 (tradotto in italiano come Le basi del cinema) riconobbe nel cinema un laboratorio sperimentale di forme espressive teso alla costruzione di un discorso poetico nuovo e potente. In Avanguardia e tradizione si soffermerà sul valore estetico delle tecniche cinematografiche, come ad esempio il montaggio. La collaborazione con Kozincev e Trauberg, i due fondatori del laboratorio d'avanguardia della FEKS (Fabbrica dell'attore eccentrico), lo portò a lavorare come sceneggiatore nei film Il cappotto e S.V.D.. Sceneggiò Il tenente Kiže per Fajncimmer e preparò la sceneggiatura de La morte del Vazir-Muchtar, mai portata a termine a causa dell'inizio della seconda guerra mondiale. 

### Malattia e morte
Dalla fine degli anni Venti, perse progressivamente la capacità di lavorare a causa della sclerosi multipla, di cui soffriva già in giovinezza. 

Nel 1941 lasciò Leningrado per recarsi dapprima a Perm', negli Urali, dove pubblicò sulla rivista «Znamja» la terza parte della vita di Puškin, e successivamente a Mosca. Viktor Šklovskij ricorda così la malattia e la morte dell'amico Jurij Tynjanov, avvenuta a Mosca il 20 dicembre 1943:
Tynjanov scriveva, ma già le gambe gli funzionavano male. io gli regalavo libri, soprattutto manuali illustrati perché non dovesse uscire di casa. La malattia ora progrediva ora retrocedeva; ostacolava il lavoro togliendo ogni sicurezza. [...] Io lo vidi a Mosca quando fu portato in ospedale a Sokol'niki. [...] Io andavo a visitare Jurij: la vista gli veniva meno. [...] Morì in piena coscienza, privo della possibilità di lavorare.

## Opere
Saggi
- (RU) Dostoevskij e Gogol’ (saggio sulla teoria della parodia) [in russo Достоевский и Гоголь (к теории пародии)?, Dostoevskij i Gogol’ (k teorii parodii)], Pietrogrado, Opoâz, 1921.
- Il problema del linguaggio poetico [in russo Проблема стихотворного языка?, Problema stihotvornogo âzyka], traduzione di Giovanni Giudici e Ljudmila Kortikova, Milano, Il saggiatore, 1968  [1924].
- Avanguardia e tradizione [in russo Архаисты и новаторы ?, Arhaisty i novatory], traduzione di Sergio Leone, Introduzione di Viktor Šklovskij, Bari, Dedalo libri, 1968  [1929].
- Formalismo e storia letteraria. Tre studi sulla poesia russa, traduzione di Maria Di Salvo, Torino, Einaudi, 1973.
- Il concetto di costruzione [Problema stichotvornogo jazyka], Leningrado 1924, pp. 7–11. Traduzione di Gian Luigi Bravo][24].
- Le basi del cinema [Ob osnovach kino], in Poetika kino, Mosca, 1927 ][22].
- L'evoluzione letteraria [O literaturnoj evoljucii], in Archaisly i novatory, Leningrado 1929, pp. 30–47. Traduzione di Remo Faccani[25].
- (con Roman Jakobson), Problemi di studio della letteratura e del linguaggio [Problemy izučenija literatury i jazyka], in «Novyj Lef», 1928, n. 12, pp. 35–37. Traduzione di Vittorio Strada[26].

Romanzi
- Kjuchlja [in russo Кюхля?, Kûhlâ], traduzione di Agnese Accattoli, Pesaro, Metauro, 2004  [1925], ISBN 88-87543-29-1.
- Il Vazir-Muchtar [in russo Смерть Вазир-Мухтара?, Smert’ Vazir-Muhtara, letteralmente: La morte di Vazir-Muchtar], traduzione di Giuliana Raspi, Milano, Silva, 1961  [1929].
- (RU) Puškin [in russo Пушкин?, Puškin], Leningrado, Hudožestvennaâ literatura, 1936.

Racconti
- Il sottotenente Enti [in russo Подпоручик Киже?, Podporučik Kiže], traduzione di Daniela Di Sora, Firenze, Editoriale Sette, 1984  [1928].
- J. N. Tynjanov, Il sottotenente Summenzionato; Il giovane Vitušišnikov [in russo Подпоручик Киже?, Podporučik Kiže;  in russo Малолетный Витушишников?, Maloletnyj Vitušišnikov], a cura di Victor Zaslavsky, traduzione di Renzo Oliva e Giuliana Raspi, Nota di Giuliana Raspi, Palermo, Sellerio, 1986  [1928-1933].
- J. N. Tynjanov, Persona di cera [in russo Восковая персона?, Voskovaâ persona], a cura di Igor Sibaldi, traduzione di Igor Sibaldi, Roma, Editori riuniti, 1986  [1931], ISBN 88-359-3014-6.

Sceneggiature
- Il cappotto (in russo Шинель?, Šinel’) - film del 1926 diretto da Grigorij Michajlovič Kozincev e Leonid Zacharovič Trauberg[27]
- S.V.D. (С.В.Д.) - film del 1927 diretto da Grigorij Michajlovič Kozincev e Leonid Zacharovič Trauberg[28]
- Il tenente Kiže (in russo Поручик Киже?, Poručik Kiže) - film del 1934 diretto da Aleksandr Michajlovič Fajncimmer[29]